# Oleg Kutscherenko
Oleg Kutscherenko (n. 20 decembrie 1968, Krasnîi Luci, RSS Ucraineană, URSS) este un luptător ce a reprezentat Echipa Unificată și Germania, medaliat olimpic. A participat la 2 ediții ale Jocurilor Olimpice (1992, 1996) în care a câștigat o medalie de aur.